# 法奥战役

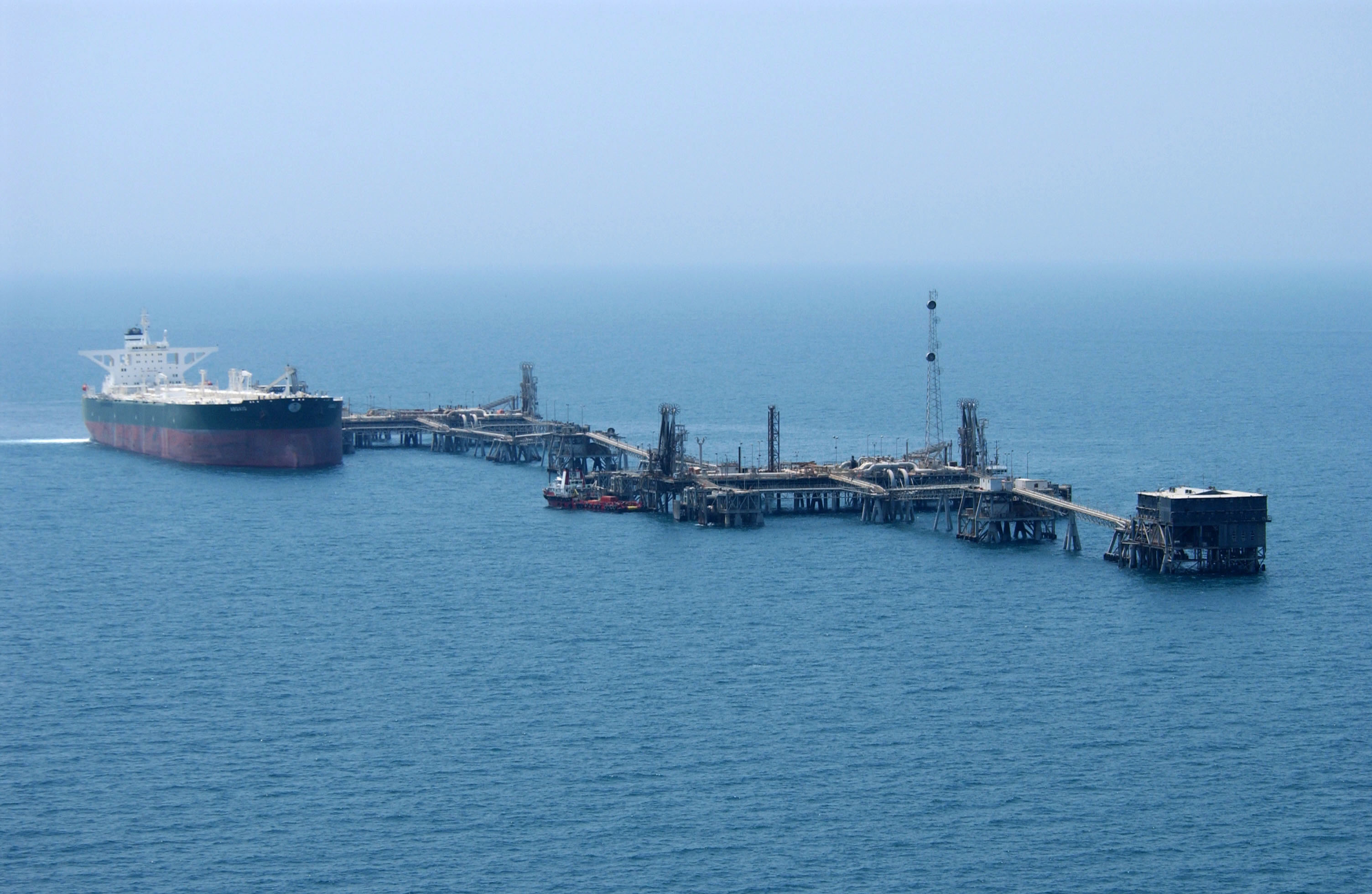
Mina-Al-Bkar石油平台

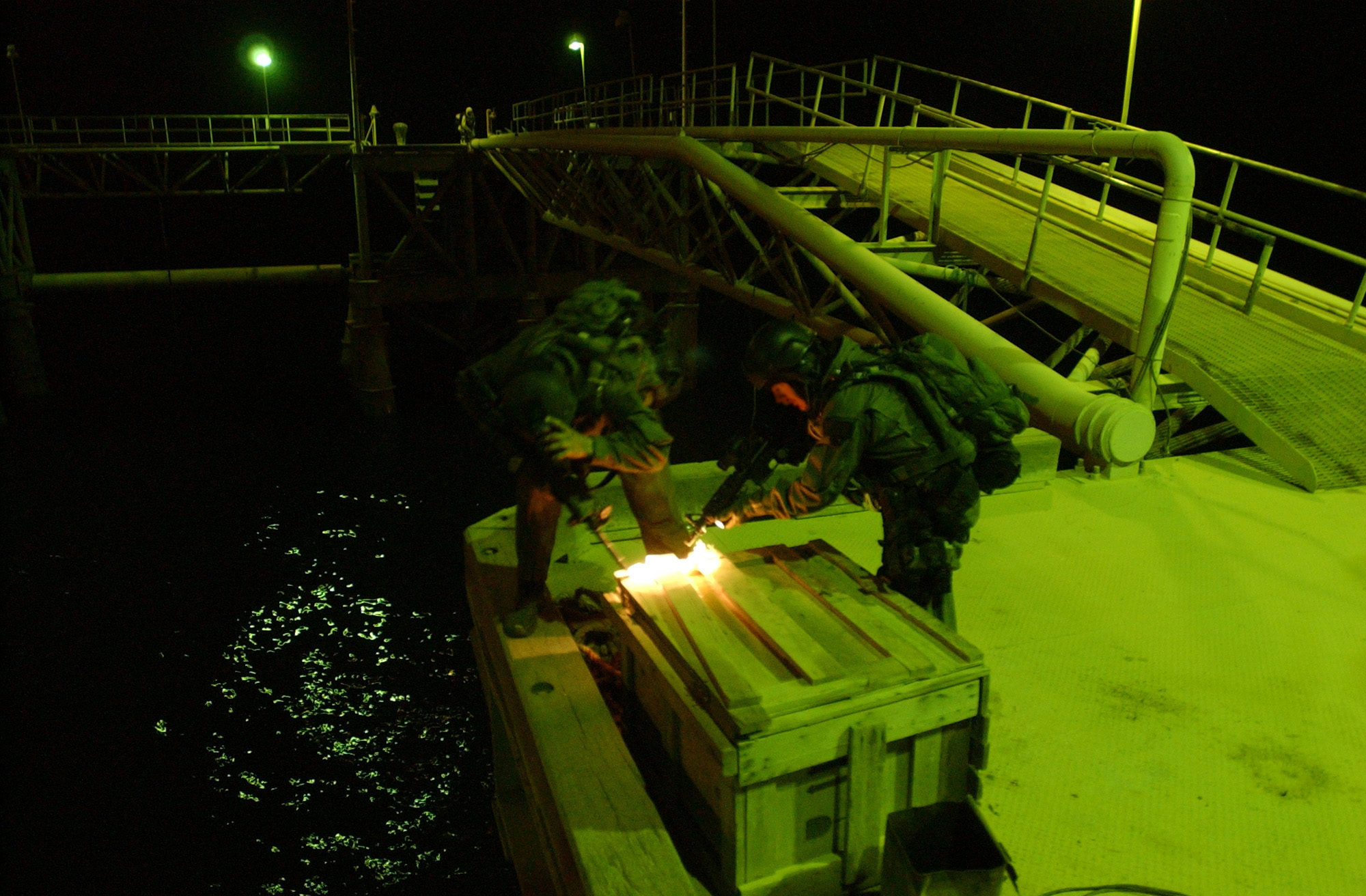
美国海军特种部队在对Mina Al Bakar石油平台上的一个集装箱进行检查

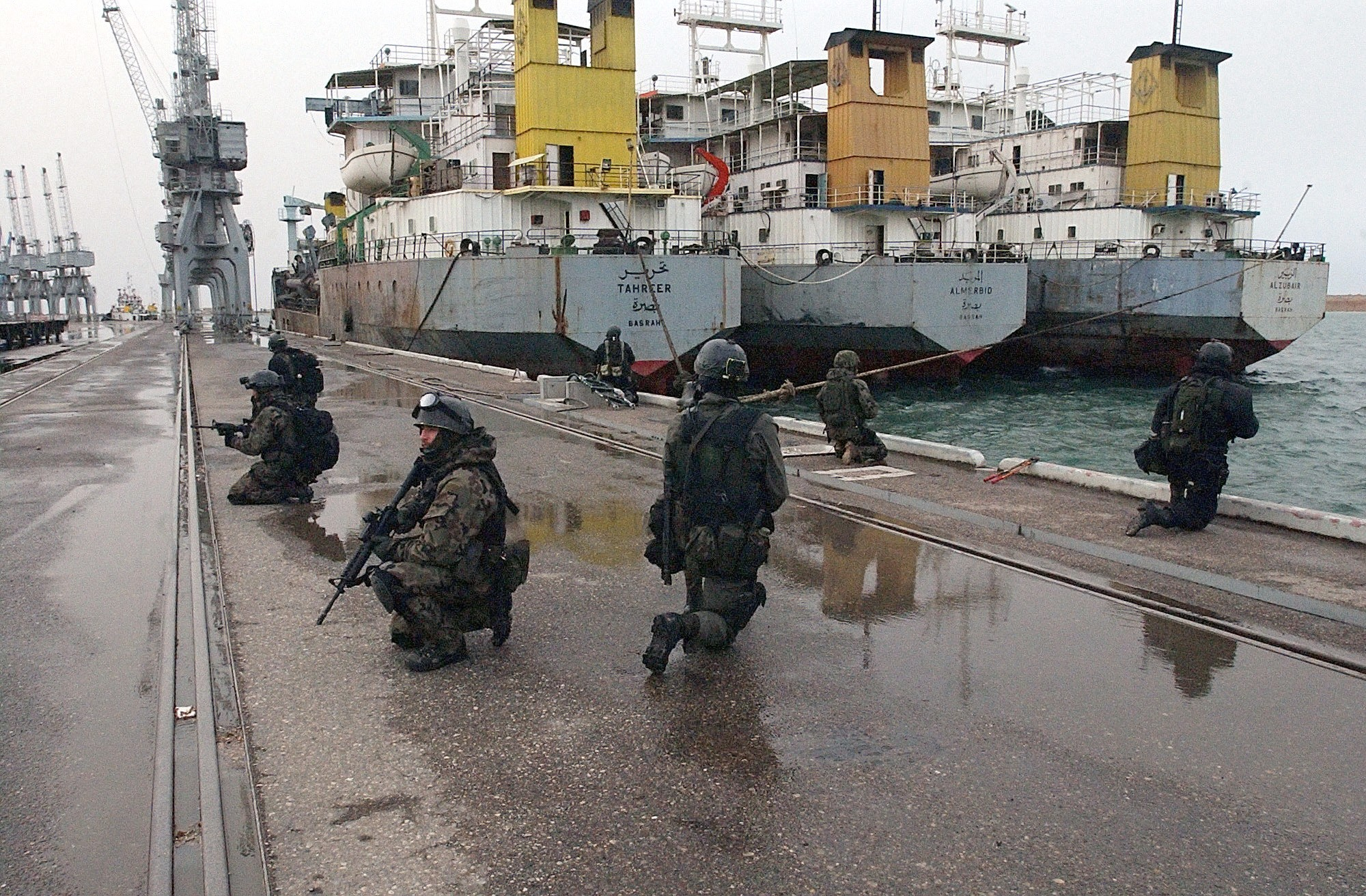
28 March 2003，在乌姆盖斯尔港执行任务的波兰GROM特种部队

法奥战役是伊拉克战争最早的一场战斗之一。在伊拉克战争中联军最初的一批目标就有在伊拉克军队对位于法奥半岛上的采油设施进行破坏之前完整地夺取这些设施。这能够避免像1991年海湾战争中发生的生态危机再次发生，并且能够让伊拉克更快地恢复石油出口，这对于战争之后伊拉克的重建工作非常重要。
按计划，英国皇家海军陆战队第三突击旅在同一时间攻占乌姆盖斯尔，这样一旦Khawr Abd Allah航道被联军清除完水雷之后，国际社会就能够通过伊拉克唯一的深水港向该国提供人道主义援助物资。第三突击旅得到了美国海军陆战队第15远征部队的加强，这样他们便有足够的兵力来夺取这两处目标。

## 战役经过

### 3月20日
在经历数天的恶劣天气之后，联军对法奥的突袭在2003年3月20日打响。美军的武装直升机和战斗轰炸机在地面部队行动之前对位于法奥半岛上已知的伊军阵地进行了一场短暂的空袭。在一场经典的空降部队夜袭中，皇家海军陆战队第40突击队及美国海军陆战队士兵通过直升机被投放到当地，遭遇了伊军轻微的抵抗。他们在不损失一人的情况下夺取了3处重要目标并俘获了超过200名伊军士兵。
在同一时间，联军通过空中和海上方式投送兵力，控制了法奥半岛外海的石油和天然气平台。海豹8队和海豹10队夺取了Mina Al Bakr石油平台，而波兰GROM特种部队夺取了Khor Al-Amaya石油平台。在行动中有32名伊军被俘。美国海军爆炸物处理分队随后登上了这两座平台以搜寻和拆除诡雷和爆炸装置。
第二轮突袭中的英军部分由皇家海军陆战队第40突击队在当天22点25分展开。在突袭之前，炮兵部队和海军舰炮进行了火力准备。地面炮火来自于位于科威特布比延岛上的3个英军炮兵营和1个美军炮兵营，而舰炮支援来自于英国皇家海军“里士满”号、“查塔姆”号和“莫尔伯勒”号3艘护卫舰以及澳大利亚皇家海军“安扎克”号护卫舰。美国海军陆战队通过直升机投放到法奥北部，在此之前海军陆战队的AH-1武装直升机还对伊军目标进行了火力打击。海军陆战队摧毁了伊军的炮兵部队，这些炮兵会对第40突击队的侧翼以及石油开采设施构成威胁。
这次部队前插行动在开始阶段由于恶劣的能见度而进行得很不顺利，而且形势因为伊军火力和风沙而变得更加的糟糕。第三突击旅侦察部队的指挥部门所乘坐的CH-46直升机在攻击部队变更集结地区时坠毁，导致7名皇家海军陆战队成员、1名皇家海军成员和4名美国海军陆战队飞行员丧生。之后云层压得更低了，部队前插行动也被迫流产了。联军制定了一个新的前插计划，在计划中，联军将在黎明时分使用英国皇家空军的CH-47直升机和美洲狮直升机投放部队。最终登陆计划得以执行，只是比原定时间晚了6个小时，并且部队被投送到一片不太安全的登陆场。所有预定目标都被联军夺取。

### 3月21日
第15远征部队在当天清晨越过伊科边境，故意绕过了乌姆盖斯尔市区并夺取了港区。
原定计划中英军装甲部队将使用气垫船进行登陆，但这一计划由于工兵部队发现法奥附近的沙滩上有大片雷区之后就被放弃了，在这片雷区如果使用美国海军的气垫船载运英军的“弯刀”式装甲车进行登陆的话太过危险。装载在美国海军“拉什莫尔”号登陆舰上的英国陆军第一女王龙骑兵近卫团C中队的“弯刀”式装甲车最终选择回到科威特进行登陆，并最终在24小时之后越过乌姆盖斯尔北部水道，之后在巴士拉南部的盐沼地就位。

### 3月22日
萨达姆手下的“费达因”准军事部队继续在乌姆盖斯尔附近开展零星的骚扰作战。当天两架英国皇家海军“海王”直升机在空中相撞，7人丧生。

### 3月23日
第15远征部队提前达成了主要目标，在越过伊科边境48小时之内夺取了肃清了乌姆盖斯尔附近地区。之后他们沿Khawr Abd Allah水道向北推进，遭遇了“费达因”武装的顽强抵抗。

### 3月24日
一个伊拉克装甲旅试图在法奥进行反攻。他们与第40突击队遭遇并被击退，多辆伊军装甲车被击毁。
在通往乌姆盖斯尔的道路被宣布安全并且法奥半岛大部被联军攻占之后，这一局势使得英军第7装甲旅得以向巴士拉推进，而美军可以向巴格达推进，因为巴士拉附近的伊军无法通过法奥威胁到美军的侧翼以及对联军的补给线进行袭击。